# Рыскин, Александр Иосифович
Александр Иосифович Рыскин (при рождении Рискин; 16 июля 1930 года, Ленинград — 2019 год, Канада) — физик, специалист в области физики полупроводников, лауреат премии имени Д. С. Рождественского (1998).

## Биография
Родился 16 июля 1930 года в Ленинграде, в семье Иосифа Вениаминовича Рискина (1902—1971) и Эни (Евгении) Абрамовны Веллер (1899—1985). Мать работала ассистентом кафедры органических красителей Ленинградского технологического института целлюлозно-бумажной промышленности, кандидат химических наук; отец, кандидат технических наук, работал в Институте лакокрасочной промышленности, автор учебника «Химия и технология пигментов» (Л.: Химия, 1974. — 656 с.). Племянник доктора ветеринарных наук А. А. Веллера и директора Ворошиловградского тепловозостроительного завода В. А. Веллера.
В 1952 году окончил физический факультет ЛГУ по специальности «Физика».
Работал на Ленинградском государственном оптико-механическом заводе инженером-исследователем.
С 1957 по 1960 — учёба в аспирантуре Главного оптического института, а затем — работа в ФТИ РАН младшим научным сотрудником.
С 1964 года — работа в ГОИ, где прошёл путь от младшего научного сотрудника до начальника отдела.
В 1974 году — защита докторской диссертации.
С 1996 года — работа по совместительству, профессор кафедры «Экспериментальная физика» физико-механического факультета СПбГТУ.
Автор свыше 150 научных трудов.
Занимался альпинизмом, имеет звание мастера спорта СССР по альпинизму.
С 2011 года жил в Канаде.
Умер в 2019 г.

## Семья
Двоюродный брат — Борис Наумович Веллер, профессор Мурманского государственного технического университета. Сын другого двоюродного брата — писатель Михаил Веллер.

## Награды
Премия имени Д. С. Рождественского (совместно с Д. Е. Онопко, А. С. Шеулиным, за 1998 год) — за цикл работ «Метастабильные примесные центры в полупроводниках: квантовая химия, спектроскопия, фотохимия, оптическая запись информации»